# Major Grom (film)
Major Grom – rosyjski film  z 2017 roku z gatunku kina komiksowego z elementami komediowymi, wyreżyserowany przez Vladimira Besedina, oparty na komiksach o tym samym tytule autorstwa rosyjskiego wydawnictwa Bubble Comics. Film opowiada historię doświadczonego śledczego z Petersburga, majora Igora Groma, który próbuje powstrzymać napad na bank, uratować zakładników i zatrzymać gang trzech uzbrojonych przestępców, którzy ukrywają twarze pod maskami hokeistów z popularnej radzieckiej bajki "Gol! Gol!"
Plany kręcenia filmu Bubble Comics zostały ogłoszone na Comic Con Russia w październiku 2015 roku, kiedy ogłoszono utworzenie własnego działu filmowego – Bubble Studios. Scenariusz napisał reżyser projektu Vladimir Besedin, najbardziej znany z zabawnego programu satyrycznego „The Gaffi Gaf Show” na YouTube, oraz Artem Gabrielanow, jeden z twórców postaci Igora Groma. Nagrania rozpoczęły się w sierpniu 2016 roku i przez miesiąc odbywały się w Petersburgu. We wrześniu materiał przeszedł proces montażu, a w połowie października został przekazany do postprodukcji. Różne elementy ścieżki dźwiękowej nagrano w trzech krajach: Rosji, USA i Wielkiej Brytanii. Aby promować film, wydano prequel komiksowy Major Grom: Szansa, w którym ujawniono, jak powstała banda złodziei.

Międzynarodowa premiera odbyła się 11 lutego 2017 na Berlinale. Dla szerokiej publiczności premiera odbyła się 19 lutego 2017 roku jako transmisja na żywo na stronie Life.ru. 21 lutego film został opublikowany na kanale YouTube wydawcy, gdzie pierwszego dnia uzyskał ponad 1,7 mln wyświetleń. Reakcja krytyków była ogólnie pozytywna, przy czym większość pochwaliła dobrze zrobione efekty wizualne, sceny akcji i akrobacje, ale krytykowała nadmierną grę aktorów i prymitywną fabułę.

## Fabuła
Trzej uzbrojeni mężczyźni ukrywający twarze pod maskami hokeistów z drużyny Meteor wpadli do banku. Lider (Ivan Fominov) potrzebuje zarządcy z kluczem do głównego skarbca. W skarbcu uwolnionemu mężczyźnie towarzyszy członek gangu o pseudonimie Psychol (Anton Kuznetsov). W euforii Psycho bierze pieniądze z półek i niesie je na górę w wózku. Po chwili postanawia przyciągnąć do pracy menadżera i zauważa, że ma na odznakie zupełnie inną twarz.
Akcja filmu rozgrywa się od początku napadu. Okazuje się, że osobą podającą się za kierownika jest major Igor Grom (Aleksander Gorbatow), który udał się do banku, aby wypłacić pieniądze z bankomatu. Kiedy przestępcy biorą klientów jako zakładników i zaczynają szukać menadżera, Grom kalkuluje możliwe opcje neutralizacji grupy przestępczej, ale za każdym razem dochodzi do wniosku, że otwarta konfrontacja z uzbrojonymi bandytami zakończy się jego własną śmiercią lub śmiercią jednego z zakładników. Jego myśli przerywa wyczołgujący się z ukrycia prawdziwy menadżer banku (Witalij Alszański). Major postanawia udawać go. Następnie akcja wraca do skarbca, gdzie fałszywy menadżer znokautuje przestępcę, który zdemaskował go ciosem.
Major Grom wychodzi ze skarbca i spotyka strażnika bankowego (Anatoly Koscheev), który nie zauważył rozpoczęcia napadu. Grom przedstawia swój identyfikator i prosi strażnika, aby się nie wtrącał. Zdenerwowany długą nieobecnością Psychola i menadżera, Lider wysyła trzeciego członka gangu, Thuga (Oisel More Despaygne), aby dowiedzieć się, o co chodzi. Thug znajduje Psycho leżącego na stosie banknotów i próbuje go ożywić, ale Grom pojawia się od tyłu i powala go. Lider staje się coraz bardziej zdenerwowany, a nawet strzela, gdy zakładnicy zaczynają mówić. Zza rogu wyjeżdża wózek, w którym leżą nieprzytomni Psychol i Thug, a za nim Grom. Lider zaczyna strzelać z całej swojej broni w kierunku majora, ale udaje mu się ukryć. Po uwolnieniu całej amunicji Lider łapie woreczki z pieniędzmi z kas i ucieka z banku. Grom widzi drugiego strażnika, który jak się okazuje jest bratem bliźniakiem pierwszego, i prosi go, aby miał oko na przestępców i wezwał policję, po czym rusza za Liderem.
Lider próbuje wsiąść do czekającego na niego samochodu, ale Drove (Danila Yakushev) zaczyna się z nim kłócić i bawić się na czas. Odjeżdżają w chwili, gdy Grom wychodzi z banku, ale daleko nie mogą – śmieciarka uderza w samochód na skrzyżowaniu. Kierowca jest ciężko ranny, a Liderowi udaje się wydostać z samochodu. Biegnie dalej, Grom podąża za nim. W tym czasie policja podjeżdża do banku i, zgodnie z opowieściami byłych zakładników, rozumie, że Major Grom zapobiegł napadowi.
Major ściga przestępcę w opuszczonym hotelu, gdzie wybucha między nimi bójka. Liderowi udaje się powalić Groma i uciec. Po odzyskaniu przytomności major kontynuuje pogoń. W końcu dogania złodzieja i aresztuje go. W wieczornym programie informacyjnym prezenter telewizyjny opowiada o aresztowanych rabusiach i informuje, że napadowi udało się zapobiec samemu majorowi Gromu. Przed rozpoczęciem napisów końcowych pokazana jest scena, w której mężczyzna przebrany za doktora zadżumionych zapala zapałkę i rzuca ją na ziemię, po czym wybucha płomień.

## Obsada
- Aleksander Gorbatów – major Igor Grom
- Ivan Fominov – Lider
- Anton Kuznetsov – Psycho
- Oisel More Despaygne – Thug
- Danila Yakushev – Drove
- Anatoly Koscheev – strażnik bankowy
- Vitaly Alshansky – Mikhail Yurievich Pyzhikov, menedżer Rosgarantbank
- Ulyana Kulikova – zakładniczka
- Alina Bunk – starsza kasjerka
- Evgenia Shcherbakova – prezenterka telewizyjna Anna Terebkina

Podczas castingu producent Artem Gabrielanow postawił warunek: aktorzy nie mogli mieć dużej liczby odgrywanych ról. Swoją decyzję uzasadnił faktem, że popularność aktora, jego zdaniem, nie pozwala widzowi abstrahować od jego (aktora) poprzednich ról. Początkowo do roli głównego bohatera, majora Gromu, rozważano kandydaturę Grigorija Dobrygina, znanego z głównych ról w filmach „Czarna błyskawica” i „Jak spędziłem koniec lata”, ale ostatecznie Aleksander Gorbatow został wybrany, który wcześniej występował wyłącznie w serialach telewizyjnych. Następnie Gabrielanow wypowiedział się pozytywnie o twórczości Gorbatowa i zwrócił uwagę na podobieństwo aktora do oryginalnej postaci.
Alina Bunk, opowiadając o swoich wrażeniach z kręcenia filmu, wspomniała o wkładzie producentów, którzy zapewnili członkom planu dobre warunki pracy, a Kira Kaufman (która wcieliła się w rolę żony milionera, gościa z banku) – profesjonalizm wszystkich osób zaangażowanych w realizację filmu.
Na chwilę obecną (2021) studio nie ujawniło tożsamości aktora, który wcielił się w epizodyczną rolę mężczyzny w stroju doktora plagi. Według producenta kreatywnego i niepełnoetatowego redaktora naczelnego wydawnictwa Bubble, Romana Kotkowa, przygotowywany jest osobny komunikat, w którym aktor zostanie zaprezentowany.

## Produkcja

### Projekt
Według prezesa Artema Gabrielanowa i redaktora naczelnego Romana Kotkowa, Bubble miał plany stworzenia filmowej adaptacji własnych komiksów od początku historii publikacji. Kilka lat później, gdy Bubble zdobył już czołową pozycję w rosyjskim przemyśle komiksowym, firma zdecydowała się rozpocząć proces tworzenia pierwszej adaptacji filmowej opartej na własnym komiksie. Gabrielanow otrzymywał oferty od firm telewizyjnych i producentów, ale Bubble zdecydował się stworzyć obraz samodzielnie, powołując się na „pełną kontrolę nad procesem twórczym” i doświadczenie Marvela. Biorąc z nich przykład, Bubble postanowił założyć własny dział filmowy Bubble Studios, który byłby odpowiedzialny za produkcję filmów na podstawie komiksów wydawcy. Firma na kilka lat wcześniej opracowała harmonogram, w wyniku którego studio miało nakręcić siedem adaptacji swoich komiksów.
Gabrielanow wpadł na pomysł stworzenia własnego studia filmowego po długiej współpracy z reżyserem Vladimirem Besedinem i kompozytorem Romanem Seliverstovem przy różnych projektach poza Bubble Comics. Tę decyzję podjął po obejrzeniu teledysku grupy IOWA w reżyserii Besedina. Pierwszym owocem ich współpracy w Bubble Studios był dwuminutowy film promujący crossover z serii Raven Time, który opowiada o zjednoczeniu głównych bohaterów komiksów Bubble – Major Grom, Red Fury, Inok i Bessoboi – w sprzeciw wobec boga kłamstwa i oszustwa Kutkh, którego wizerunek oparty był na postaci o tym samym imieniu w mitologii Itelmen. Wideo zostało pokazane publiczności 5 października 2015 r. Na Comic Con Russia, gdzie ogłoszono utworzenie działu filmowego i kręcenie ekranizacji "Major Grom".
Gabrielanow wielokrotnie wspominał, że inspirację czerpał z takich filmów jak „Brudny Harry”, „Zabójcza broń” i „Kryptonim U.N.C.L.E” oraz że podczas kręcenia filmów do swojego kinowego uniwersum Bubble Studios będzie czerpać z doświadczeń Marvel Studios. Mówiąc o ogólnym tle tych prac, Gabrielanow zapewnił, że będą one miały lżejszy ton niż np. dzieło reżysera Christophera Nolana w ramach adaptacji znanych z mroku komiksów Batmana. To stawia pod znakiem zapytania los niektórych brutalnych scen z oryginalnych komiksów Major Grom. Sam Gabrielanow przekonywał, że był to jeden z powodów, dla których rozpoczęto tworzenie krótkometrażowego filmu, ponieważ twórcy nie byli pewni, co należy zostawić tak, jak jest, a co lepiej przepisać lub całkowicie wykluczyć ze scenariusza. W samym scenariuszu kierownictwo Bubble Studios planuje zachować około 80% oryginalnej fabuły komiksów i dodać 20% „nowej zawartości”.

### Przygotowania do nagrań
Scenariusz do filmu stworzyli Artem Gabrielanow oraz Vladimir Besedin. Prace nad historią zakończyły się 23 lutego 2016 r., O czym Besedin relacjonował na swoim Instagramie. Casting odbył się w kwietniu. Besedin wykonał prezentację dla każdego bohatera filmu, w której opisał swoją wizję postaci, po czym producent wykonawczy Fedor Kan, opierając się na tym, szukał reżysera castingu, którego zadaniem byłoby dobranie odpowiednich aktorów na podstawie przedstawionej prezentacji. W rezultacie Elena Korneeva została jednym z reżyserów castingu. Proces castingowy odbył się w Moskwie. Głównym warunkiem twórców w doborze aktorów, w tym do ról epizodycznych, był brak dużego „dorobku”.
Gabrielanow nazwał również tworzenie masek dla głównych złoczyńców filmu trudnym procesem: od długich negocjacji, aby uzyskać od Soyuzmultfilm prawa do wykorzystywania zdjęć hokeistów z drużyny Meteor z "Gol! Gol!" aż do faktycznej produkcji masek, których tworzenie i malowanie wykonali ręcznie pracownicy petersburskiej firmy "Studio Piratów". Maski musiały być celowo odporne na wstrząsy, aby uniknąć ich rozbicia podczas kręcenia scen walki. Aby to zrealizować, do ich produkcji użyto dwuskładnikowego tworzywa sztucznego.
Twórcy zdecydowali się także w ramach swojego filmowego uniwersum na całkowite przeprojektowanie wyglądu rosyjskiej policji: od munduru po projekty samochodów służbowych, do których używane były samochody Audi. Reżyser Vladimir Besedin nazwał tę decyzję jednym z kroków w kierunku stworzenia „alternatywnej” wersji Petersburga, przedstawionego w filmie jako zwyczajne, piękne europejskie miasto, a nie „deszczowe i przygnębiające”.

### Filmowanie
Filmowanie zaplanowano na sierpień 2016 roku i miało odbyć się w Petersburgu. Przygotowania trwały ponad trzy miesiące. Sam proces rozpoczął się 1 sierpnia. Przede wszystkim postanowiono kręcić sceny wewnątrz fikcyjnego banku. Dom przy placu Sennaja, który służył jako wnętrze Rosgarantbank, należał wcześniej do Banku Bałtyckiego, który opuścił budynek po zamknięciu oddziału. Wnętrze banku zostało całkowicie zachowane, ale Bubble Studios uznało za konieczne zdemontowanie i usunięcie wszystkiego, co było w pomieszczeniu, i zbudowanie w tym miejscu własnych dekoracji, aby lepiej oddać swoją wizję filmu. Stworzenie scenografii zajęło dwa miesiące. Część sprzętu została dopracowana podczas kręcenia filmu: na przykład w jednej ze scen wykorzystano szybki wózek, aby nagrać scenę z dużą prędkością.
Aby dotrzymać się harmonogramu, niektóre sceny kręcono równolegle ze sobą. Tak więc jednocześnie z kręceniem w Petersburgu kręcono w Moskwie, gdzie nagrywano odcinek z prezenterką telewizyjną Anną Terebkiną. Zdjęcia do ostatniej części filmu miały miejsce w opuszczonym hotelu „Korona Północna”, położonym na nabrzeżu rzeki Karpowki. Specjalnie zaprojektowano i wykonano pięciometrowy posąg Posejdona, który znajdował się na środku holu głównego hotelu, pod kopułą kolumnady. Zdjęcia zakończyły się 28 sierpnia i zbiegły się w czasie z urodzinami reżysera filmu Vladimira Besedina. Cały proces pracy nad filmem trwał od 16 do 18 godzin dziennie. Etap montażu odbył się we wrześniu, po czym 14 października 2016 r. film trafił do postprodukcji. Zajęło się nim studio CG Factory, znane z tworzenia efektów specjalnych do takich filmów jak „Lot”, „Hardcore Henry” czy „Straż nocna”. Około 302 klatki materiału filmowego zostały przetworzone za pomocą grafiki komputerowej. W rezultacie budżet filmu wyniósł 1 milion dolarów. Inwestorem był Aram Gabrielanow, ojciec Artema Gabrielanowa i dyrektor generalny Life.ru.

## Ścieżka dzwiękowa
Autorem całej oryginalnej ścieżki dźwiękowej do filmu był kompozytor Roman Seliverstov. Ścieżka dźwiękowa powstawała od września do grudnia 2016 roku. Dwie piosenki zostały nagrane specjalnie na potrzeby filmu: Move Like a Devil i It Might Be Better, które zostały skomponowane już przy gotowym montażu filmu. Kompozycje są uderzająco różne od siebie: Move Like a Devil to rockowa piosenka w szybkim tempie, z perkusyjną orkiestrą i utrzymującymi się wstawkami chóralnymi, podczas gdy It Might Be Better to wolniejsza, spokojna i nieco liryczna ballada o miłości. Stworzenie tej ostatniej przebiegło dość łatwo i szybko. Jak mówi Roman Seliverstov, pisał ją głównie sam – wykonał kilka szkiców, a następnie dał je do wysłuchania reżyserowi filmu Władimirowi Besedinowi. W przypadku Move Like a Devil praca była nieco bardziej intensywna. Seliverstov i Besedin spędzili dzień nad tworzeniem demo. Reżyser aktywnie pomagał kompozytorowi i zasugerował kilka pomysłów, które zostały później zawarte w ostatecznej wersji utworu.
Kiedy  ścieżka dźwiękowa była gotowa, Seliverstov i Besedin zabierając ze sobą dema i partytury napisane przez orkiestratora, udali się do studia Abbey Road w Londynie. Wyboru brytyjskiego studia dokonano w oparciu o postać Igora Groma: „Myśleliśmy, że jeśli naprawdę chcemy zrobić wszystko na maksa, to w rzeczywistości są dwie opcje: albo brytyjskie brzmienie, a to Abbey Road, czy też to amerykański dźwięk, a to jest Scoring Sony Scoring Stage w Los Angeles. Obraz, zachowanie Groma, jego charyzma – wszystko to sugerowało, że muzyka powinna być trochę brytyjska ”. Ze studiem Bubble skontaktowano się przez jego głównego inżyniera, Haydena Bendalla, a orkiestrę zebrała firma Isobel Griffiths. Większość pozostałych elementów muzycznych  została nagrana w USA, Tennessee, Nashville, w studiu nagrań BlackBird. Głównym powodem nagrania piosenek w USA była chęć kompozytora do posiadania autentycznego „amerykańskiego” brzmienia. Piosenkę wykonali wokalista David Mead Jr., gitarzysta Rob McNeillie, perkusista Jerry Roe i basista Steve Mackey. Linie drum and bass zostały uzupełnione przy udziale wykonawców. Starannie dobrano również instrumenty: wypróbowano różne kombinacje instrumentów muzycznych [45]. Grając długie gitarowe solo przed wprowadzeniem orkiestrowej części utworu i jednocześnie śledząc scenę w filmie, Rob McNeill starał się podkreślić brzmienie ruchu i akcji bohaterów. Partia chóralna została nagrana w Rosji, St. w wykonaniu Petersburskiego Chóru Kameralnego. Nagranie wszystkich fragmentów muzyki w USA, Wielkiej Brytanii i Rosji trwało około miesiąca. Od stycznia do połowy lutego trwał proces przetwarzania zebranego materiału.
Film wykorzystuje dwie licencjonowane kompozycje: How You Like Me Now, The Heavy and Ya Mama  od Fatboy Slim. Pierwsza piosenka została wykorzystana zarówno w filmie, jak iw zwiastunie. Negocjacje dotyczące zakupu licencji na używanie utworu Ya Mama od Fatboy Slim były bardziej napięte i trwały ponad trzy miesiące. W momencie premiery internetowej na oficjalnej stronie, umowa między studiem a kompozytorem nie została jeszcze zawarta, dlatego kompozytor Roman Seliverstov musiał napisać kolejną kompozycję, aby ją zastąpić.  Z tego powodu publikacja „Major Grom” na hostingu została opóźniona o dwa dni. Ostatecznie uzyskano pozwolenie na wykorzystanie utworu w filmie i scena wyglądała dokładnie tak, jak zamierzano.
Major Grom: Original Motion Picture Soundtrack:
1. «Face of an Angel» (3:41)
2. «It Might Be Better (feat. David Mead Jr.) (2:24)
3. «A Broken Cash Machine» (0:41)
4. «Rest in Peace» (0:41)
5. «Move Like a Devil (feat. David Mead Jr.)» (4:06)
6. «Good Idea» (1:23)
7. «The Housebreaker» (0:33)
8. «Gang Leader Freaks Out» (0:51)
9. «Ice Cold Driver» (1:11)
10. «Police Arrives» (0:54)
11. «Big Standoff» (1:51)
12. «I'm Gonna Get You» (2:43)
13. «Out of Balance» (1:24)
14. «Without Knocking» (1:33)

## Promocja filmu
Po ogłoszeniu powstania filmowej adaptacji komiksu o majorze Grome większość szczegółów dotyczących filmu (w szczególności obsada filmu) utrzymywano w tajemnicy. Szczegóły projektu zostały ujawnione na Comic Con Russia. w październiku 2016 r., na którym pokazano zwiastun. Zwiastun został pokazany na scenie, na której byli scenarzyści i producenci majora Groma  Artem Gabrielanow i Vladimir Besedin, producent kreatywny Romana Kotkowa, a także główna obsada – Aleksandr Gorbatov, Ivan Fominov, Anton Kuznietsov i Danila Yakuszev. Pierwszy plakat filmowy został opublikowany w Internecie przez Bubble Comics 1 lutego 2017 r., przedstawiający Igora Groma i złodziei na białym tle. Następnie układano plakaty z każdym z głównych bohaterów filmu z osobna, utrzymując podobny styl. Drugi, alternatywny plakat został opublikowany 13 lutego. Tym razem oprócz głównego bohatera i antagonistów byli też policjanci, których zaatakowali „hokeiści”, a sam plakat został udekorowany w ciemnych barwach.
W lutym 2017 roku ogłoszono komiks Major Grom: Szansa, który służy jako tło do samego filmu i opowiada, w jaki sposób złodzieje zaplanowali nalot na bank. Scenariusz komiksu napisali Artem Gabrielanow i Vladimir Besedin, artysta – Maria Privalova, kolorystka – Anna Sidorova, Alina Erofeeva i Lada Akishina. Komiks został wydany 15 lutego i zawierał dodatkowe materiały: koncepcje i galerię plakatów do filmu. Specjalnie na wystawę popkulturowych dzieł Comic Con Russia w 2016 roku została przygotowana limitowana wersja numeru 48 z alternatywną okładką, na której aktor Aleksander Gorbatov występuje jako Igor Grom.
Aby promować film, do Telegram został dodany bot w imieniu Bubble, naśladujący głównego bohatera filmu, Igora Groma. Użytkownik mógł komunikować się z Gromem, a także zdać egzamin na rolę jego partnera. W marcu 2017 r. Dodano możliwość rozwiązania quizu na podstawie filmu. Jakiś czas przed premierą, na oficjalnej stronie, odwiedzający mógł opowiedzieć Gromowi o negatywnym zachowaniu użytkowników portalu społecznościowego VKontakte: zaproponowano wpisanie adresu URL strony „przestępcy” w polu wprowadzania tekstu, po czym do adresata przesłano komiksowe ostrzeżenie. W aplikacji Magic, która zachęca użytkownika do robienia sobie selfie z filtrami w postaci różnych masek, dodano maskę hokeisty, z której korzysta złodziej Psychol.

## Premiera
Początkowo premiera Major Grom miała odbyć się w grudniu 2016 r., jednak ze względu na chęć zaprezentowania swojej twórczości na Międzynarodowym Festiwalu Filmowym w Berlinie w ramach europejskiego rynku filmowego, twórcy przesunęli termin na Luty 2017 r.
Pierwszy pokaz filmu w Rosji odbył się dla prasy 15 lutego 2017 r. W Moskwie, a następnie 16 lutego 2017 r. W Petersburgu.
Premiera dla szerokiego grona widzów została przełożona na 19 lutego 2017 r. i miała odbyć się w formie transmisji internetowej w serwisie Life.ru. Widowisko zostało zakłócone przez problemy techniczne z serwerem, spowodowane, według Artema Gabrielanowa, przez dużą liczbę widzów. Incydent był aktywnie omawiany w sieci – ludzie byli niezadowoleni z przerwania transmisji.
Z tego powodu zdecydowano się przerwać transmisję i usunąć ją z serwisu. Twórcy obiecali w najbliższych dniach przesłać film na swój kanał w serwisie YouTube. Sytuacja ta pozwoliła im zakończyć wspomniane wcześniej negocjacje z muzykiem Fatboy Slimem w sprawie wykorzystania jego utworu Ya Mama (angielski) rosyjski. w jednej ze scen. Film o łącznej długości 28 minut i 50 sekund został wydany na kanale 21 lutego 2017 roku. W pierwszym dniu film zebrał ponad 1,7 miliona wyświetleń. Na dzień 29 listopada 2017 r. Film miał ponad 5 milionów wyświetleń.
Premiera telewizyjna „Major Grom” miała miejsce 9 marca 2017 r. Na rosyjskim „Pierwyj kanał” w ramach programu „Wieczernij Urgant”.

## Reakcje krytyków
Ogólnie rzecz biorąc, Major Grom  trzymał pozytywne recenzje od rosyjskich krytyków. Średnia ocena filmu w serwisie „Kritikanstvo.ru” wynosi 73 punkty na 100 możliwych na podstawie 14 recenzji. Niemal jednogłośnie krytycy chwalili film za inscenizacje scen walki i akrobacji, ale także zwracali uwagę, że na tym tle szczególnie uderzająca była szczudła fabuła, sztampowe dialogi i nieudane żarty. Większość recenzentów była pod wrażeniem gry aktorskiej Aleksandra Gorbatowa w roli Igora Groma, jednak gra aktorów grających „hokeistów” spotkała się w większości z negatywnymi recenzjami.
Aleksander Strepetilov z magazynu "Mir fantastiki" ogólnie chwalił film, w szczególności za akcję, grę Aleksandra Gorbatoмa i użycie „mimiki” na maskach złodziei, aby pokazać ich emocje. Wśród minusów Strepetilov zauważył brak niezależności od komiksu dla Majora Groma, dlatego obraz może przyciągnąć głównie fanów i jest mało prawdopodobne, aby był w stanie zwabić widzów, którzy nie są zaznajomieni z dziełami Bubble Comics. Recenzentowi „25. klatki” Igorowi Talalaevowi spodobał się pomysł twórców wykorzystania twarzy złoczyńców z radzieckiej bajki "Gol! Gol! ”, a także scena walki Groma z bandytami, którą nazwał główną w filmie. Wśród minusów Talalaev wymienił zbyt prostą fabułę, nudne dialogi i głupie  żarty, ale uważał to za konsekwencje formatu filmu krótkometrażowego i tego, że jest to pierwsza, „próbna” adaptacja filmowa, ale on liczyli na to, że kolejne dziela studia filmowego będą bardziej udane.
Film otrzymał głównie negatywne recenzje od „DTF.ru” i „Regnum”. Vadim Elistratov z „Dtf.ru” nie docenil filmu, twierdząc, że studio poświęciło więcej czasu efektom wizualnym niż ujawnieniu postaci Groma. Mimo to Elistratov zgodził się, że twórcom udało się zrobić demonstracyjne kino rosyjskie od strony technicznej, ale potrzeba tego bez dobrze rozwiniętej fabuły została zakwestionowana. Alexey Yusev, reprezentujący „Regnum”, ostro skrytykował „Major Grom”. Yusev oskarżył Bubble Studios o nadmierne plagiatowanie innych komiksów, w szczególności Mroczny Rycerz Christophera Nolana i Watchmen: Strażnicy Zacha Snydera. Recenzent skrytykował ścieżkę dźwiękową filmu, która brzmiała wyłącznie w języku angielskim. Mimo to Yusev pochwalił film za inscenizacje akrobacji i sceny walki.

## Film pełnometrażowy
Przedstawiciele Bubble Studios wielokrotnie stwierdzali, że film krótkometrażowy będzie projektem pilotażowym przed nakręceniem filmu pełnometrażowego, po którym, jeśli się powiedzie, pojawią się adaptacje innych serii komiksów Bubble. Fabuła oczekiwanego filmu zostanie zapożyczona z pierwszego wątku fabularnego oryginalnego komiksu, który opowiada o zmaganiach Majora Groma z seryjnym mordercą ukrywającym się pod wizerunkiem doktora plagi. Bubble Studios planuje przyciągnąć do filmu amerykańskich aktorów, nakręcić film w języku angielskim i wprowadzić go na rynek międzynarodowy, ale z naciskiem na rynek zachodni. Premiera filmu pełnometrażowego jest zaplanowana na 2021 rok.